# Latino sine flexione
Latino sine flexione, niekiedy latina sine flexione (łac. „łacina bez fleksji”) – sztuczny język opracowany w latach 1903–1904 przez włoskiego matematyka Giuseppego Peana.
Język ten powstał w oparciu o łacinę – Peano przejął wszystkie wyrazy z klasycznej łaciny oraz każdy wyraz, który istniał przynajmniej w dwóch językach pochodzenia łacińskiego, dzięki czemu nie musiał stosować form opisowych, sprawiających kłopot w łacinie. Uważa się go za pierwszą w pełni udaną próbę uproszczenia łaciny. Współcześnie bywa stosowany w niektórych publikacjach międzynarodowych, między innymi przez astronomów, poza tym jednak jest praktycznie nieużywany.
Nazywany był także „interlingua” lub (dla odróżnienia od interlinguy IALA) „interlingua Peana”.

## Przykładowy tekst
Latino es lingua internationale in occidente de Europa ab tempore de imperio romano, per toto medio aevo, et in scientia usque ultimo seculo. Seculo vigesimo es primo que non habe lingua commune. Hodie quasi omne auctore scribe in proprio lingua nationale, id es in plure lingua neo-latino, in plure germanico, in plure slavo, in nipponico et alio. Tale multitudine de linguas in labores de interesse commune ad toto humanitate constitute magno obstaculo ad progressu.
Tłumaczenie:
Łacina jest językiem międzynarodowym na zachodzie Europy od czasów imperium rzymskiego, przez całe średniowiecze, a w nauce aż do ostatniego [= ubiegłego] wieku. Wiek dwudziesty jest pierwszym, który nie ma wspólnego języka. Dziś prawie wszyscy autorzy piszą we własnych językach narodowych, to jest w wielu językach neołacińskich [= romańskich], wielu germańskich, wielu słowiańskich, japońskim i innych. Taka mnogość języków w pracach o powszechnym znaczeniu dla całej ludzkości stanowi dużą przeszkodę dla postępu.

## Gramatyka[6]

### Czasownik
Czasowniki w formie osobowej tworzy się poprzez usunięcie końcówek fleksyjnych z rdzenia, na przykład amare (kochać), ama (kocha), dare (dać), da (daje), habere (mieć), habe (ma). Odmiana czasownika nie istnieje, używa się rdzenia we wszystkich osobach na przykład rosa habe odore (róża ma zapach). 
Imiesłów bierny tworzy się przez dodanie końcówki -to: amato (kochany), dato (dany), habeto (posiadany). Uwaga na możliwe nieregularności: scribe (pisze), scripto (napisany); lege (czyta), lecto (przeczytany).  
Imiesłów czynny tworzy się przez dodanie końcówki -nte: amante (kochający), dante (dający), habente (posiadający).  
Przeczenie czasownika tworzy się przez słowo non na przykład homo non lege libros (człowiek nie czyta książek).

#### Łącznik (kopula)
Czasownik być w znaczeniu X jest Y posiada formę es w liczbie pojedynczej oraz sunt w liczbie mnogiej.

#### Czasowniki modalne
vol (chce), debe (musi), używa się także zwrotu necesse es (trzeba/potrzebne jest).

### Rzeczownik
Rzeczownik tworzy się przez wyizolowanie rdzenia i usunięcie końcówek zawierających -s lub wielosamogłoskowych na przykład -ae. Przykładowo horae = hora (godzina), canis = cane (pies).

#### Liczba mnoga
Tworzy się ją przez dodanie końcóki -s do rdzenia rzeczownika, na przykład leo (lew), leos (lwy).

#### Dopełniacz
Tworzy się za pomocą słowa de na przykład patre (ojciec), de patre (ojca), matre (matka), de matre (matki).

#### Celownik
Tworzy się za pomocą słowa ad na przykład patre (ojciec), ad patre (ojcu), matre (matka), ad matre (matce).

### Przymiotnik
Jeżeli rdzeń kończy się na -e forma pozostaje niezmieniona, jeżeli przymiotnik kończy się na -um upraszcza się ją do końcówki -o na przykład novum = novo.
Przymiotnik umieszcza się po rzeczowniku, na przykład lingua locale (język lokalny), scientias sociale (nauki społeczne), periodo historico (okres historyczny), bello civile americano (amerykańska wojna domowa).

### Zaimki

#### Osobowe
| Liczba  | Pojedyncza                   | Mnoga                             |
| ------- | ---------------------------- | --------------------------------- |
| 1 osoba | me (ja)                      | nos (my)                          |
| 2 osoba | te (ty)                      | vos (wy)                          |
| 3 osoba | illo (on) illa (ona) id (to) | illos (oni) illas (one) isto (te) |

#### Zaimek zwrotny
Zwrotność czasownika określa się przez słowo se na przykład omni animale ama se (każde zwierzę kocha siebie).

#### Zaimki dzierżawcze
meo (mój), tuo (twój), nostro (nasz), vustro/vostro (wasz), suo (swój).

#### Pozostałe zaimki
hoc (ten), un/uno (jakiś), ullo (jakikolwiek), omni (każdy), aliquo (ktokolwiek), nullo (nic), nemo (nikt).

### Czas
Czas przeszły określa się za pomocą słowa posiłkowego e na przykład: Nos e habe tres animales (Mieliśmy trzy zwierzęta).
Czas przyszły określa się za pomocą słowa posiłkowego i na przykład: Vos i computa numero (Obliczymy liczbę).

### Przyimki
ab (od), ad (do), cum (z kimś/czymś), sine (bez), ex (z kogoś/czegoś), per (przez), pro (dla), contra (przeciw), inter (między), ante (przed), post (po), in (w/na), sub (pod), super (ponad), extra (na zewnątrz), intra (wewnątrz), circa (około), versus (naprzeciw).

### Logika
et (i), aut (lub), sed (ale), non (nie), sic (tak).  

### Zdania złożone
ergo (więc), si (jeśli), quando (kiedy), que (co/jaki), qui (kto/który), ut (tak jak), quod (że), quare (czemu), quo (gdzie). 